# Wass Ottília
Gróf cegei és szentegyedi Wass Ottília (Kolozsvár, 1829. január 14. – Kolozsvár, 1917. március 5.) költő, művészetpártoló.

## Származása
Apja a cegei Wass családból származott, anyja gróf Gyulai Franciska.

## Élete
Édesapja Wass György, 1836. november 17-én, 44 éves korában meghalt, így édesanyja korán özvegyen maradt két gyermekével, Ottíliával és Zsuzsannával (Minka). A családot az anya öccse, Gyulai Lajos támogatta, aki halála után két nővérére és Franciska lányaira hagyta vagyonát.
A Wass család barátja volt Kemény Zsigmond, aki Ottília számára a nagy szerelmet jelentette. Ez a szerelem soha nem teljesedett be, mivel anyja nem támogatta kapcsolatukat. A második szerelem Rosty Pál személyében talált rá Ottíliára, de ez sem volt életre szóló kapcsolat. Soha nem ment férjhez, 1858-tól együtt lakott férjétől elvált nővérével.
Sokat utazott, Európa csaknem minden nyugati országában járt, sőt Görögországba és Törökországba is ellátogatott. A család vagyonának köszönhetően utazásai során több műtárgyra is szert tett, így a családi ház valóságos múzeummá vált. A magyar nyelv mellett több nyugati nyelven is beszélt, így németül, franciául, angolul, olaszul.

## Munkássága
Költeményei napilapokban, nyomtatványokban, sőt német nyelvű változatban is megjelentek. Témájuk a család és a szerelem. Versei mellett, nyelvtudásának köszönhetően, fordított is. Ismert fordítása Liszt Ferenc Chopin című munkája.

### Munkái
- A hullám
- A költészethez
- A pacali hegy magasán
- A pacali sírkertben (1865)
- Azt mondják mind
- Esdeklés
- Föl! (1860)
- Megnyugvás
- Mi lelkesítsen engem dalra
- Mindhiába
- Századunk dicső költőjéhez
- Töredék

## Mecénási szerepe
A Wass-ház a kor valóságos irodalmi centruma volt. Édesanyjának köszönhetően, aki Trestián népiskolát alapított, Ottília mecénási szerepe már gyerekkorában megkezdődött. Anyjával és nővérével együtt tanította a gyerekeket, ellátta az 1848–49-es forradalom és szabadságharc idején házukba szállásolt menekülteket. A család vagyonát jótékony célokra hagyta: műtárgyai az Erdélyi Múzeum-Egyesület birtokába kerültek, könyvtárát a református Kún-kollégiumra hagyta, és szinte minden rokonára emléktárgyakat hagyott. Halála után vagyonának fele szintén az általa támogatott Erdélyi Múzeum Egyesületre szállt.